# José Cuatrecasas
José Cuatrecasas (Camprodon, 19 marzo 1903 – Washington, 24 maggio 1996) è stato un botanico spagnolo.